# Rafael Calleja Gómez
Pour les articles homonymes, voir Calleja et Gómez.
Rafael Calleja Gómez (né à Burgos le 21 octobre 1870 et décédé à Madrid le 12 février 1938) est un compositeur espagnol de zarzuelas.

## Biographie
Son éducation musicale a débuté à l'école de musique de la cathédrale de Burgos. Il est allé travailler et vivre à Madrid en 1884, à l'âge de 13 ans; là, il a fréquenté le conservatoire tout en travaillant, jouant du piano dans les cafés de la capitale. Il y a obtenu diverses récompenses et la possibilité de diriger les orchestres à l'âge de 18 ans. Tout au cours de sa carrière, il a publié plus de 300 œuvres de musique. À côté de son activité musicale, il a été imprésario artistique, dirigeant divers théâtres de Madrid, dont le Teatro Real de Madrid où il a établi des liens d'amitié avec le compositeur José María Alvira. Il a aussi dirigé le teatro de la Zarzuela, dont il était le propriétaire et directeur jusqu'à sa mort. Son fils Rafael Calleja Correa a poursuivi cette tâche jusqu'à la vente du théâtre à la SGAE dans les années 50.
Rafael Calleja Gómez a toujours manifesté son attachement à sa ville natale, Burgos, et c'est lui qui a composé l'Himno a Burgos (es). Il est décédé à Madrid en 1938, et a été inhumé à Burgos.
Le 16 juin 1899, associé à Ruperto Chapí, Sinesio Delgado, Carlos Arniches, Salvador Videgain Gómez et d'autres artistes, il a fondé la Sociedad de Autores Españoles, qui a précédé la Société générale des auteurs et éditeurs (SGAE).

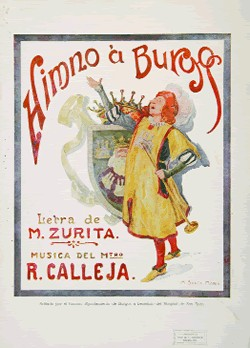
Hymne à Burgos.

## Œuvres
Parmi de ses zarzuelas les plus connues, on peut citer :
- Paso al ataque (1893)
- El rey del valos (1895)
- El respetable público (1895)
- Jilguero Chico (1900)
- El trágala (1902)
- El mozo Crúo (1903)
- Los presupuestos de Villaverde (1903)
- Las Bribonas (1908)
- Emigrantes (1905), associé à Tomás Barrera Saavedra
- El amo de la calle (1910)
- La ventera de Alcalá (1929), associé à Pablo Luna
- Carmina la Caseruca o Cantares de la Montaña (1924)

Autres zarzuelas: El país de las hadas, Por peteneras, La diosa del placer, El iluso Cañizares, La perla del harén, Orden del Rey, La pirula, El nuevo testamento, Las mujeres de Don Juan, Amor Bohemio, La corte del porvenir, El diablo en coche, Lances de amo y criado, La suerte de Isabelita, La familia real, Los holgazanes, Las dos reinas, El chico del cafetín, La cocina, La Romérito,La reina del Albaicín, El reloj de arena, Caza de almas, Jaleo nacional, El pipiolo, La Arabia feliz, El rincón de la alegría, El señorito, El banco del Retiro, El chato de Albaicín, El poeta de la vida, Los niños de Tetuán, Los novios de las Chatas, El debut de la Patro, etc.
Rafael Calleja Gómez a également composé quelques chansons populaires, comme :
- Adiós Granada (1925)
- Cantos de la Montaña (1905)

Suite symphonique:
- Escenas Montañesas (1900).
- Árbol (1903)

Rafael Calleja a été un auteur connaissant le folklore de la région de Cantabrie. Il a harmonisé le recueil de chansons populaires édité après la célébration de la Fiesta Montañesa de 1900, et a été nommé vainqueur du concours de composition organisé par l'orphéon Cantabria à cette occasion.